# Jackpot (2020)

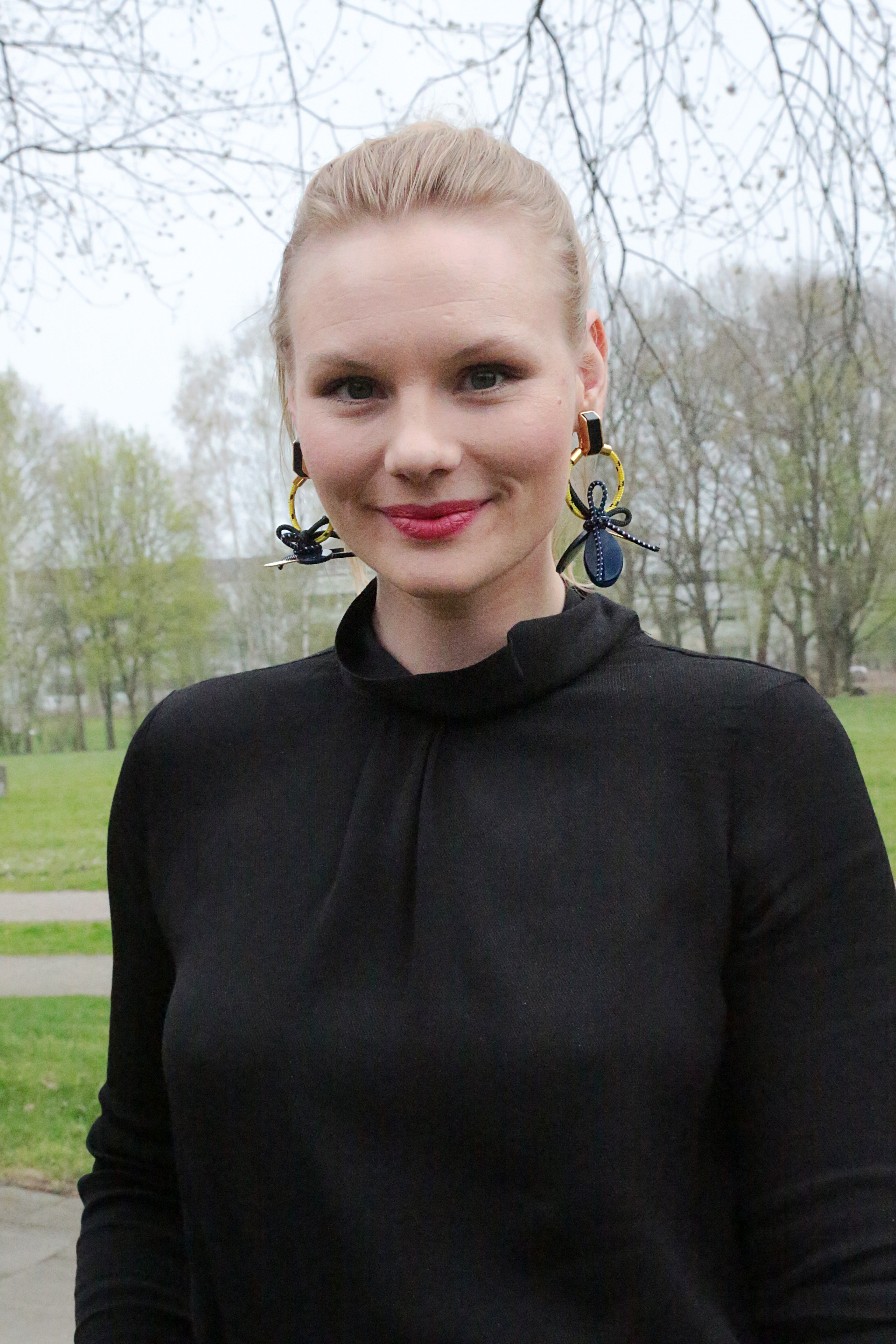
Rosalie Thomass spielt in der Hauptrolle Maren (Foto von 2018)

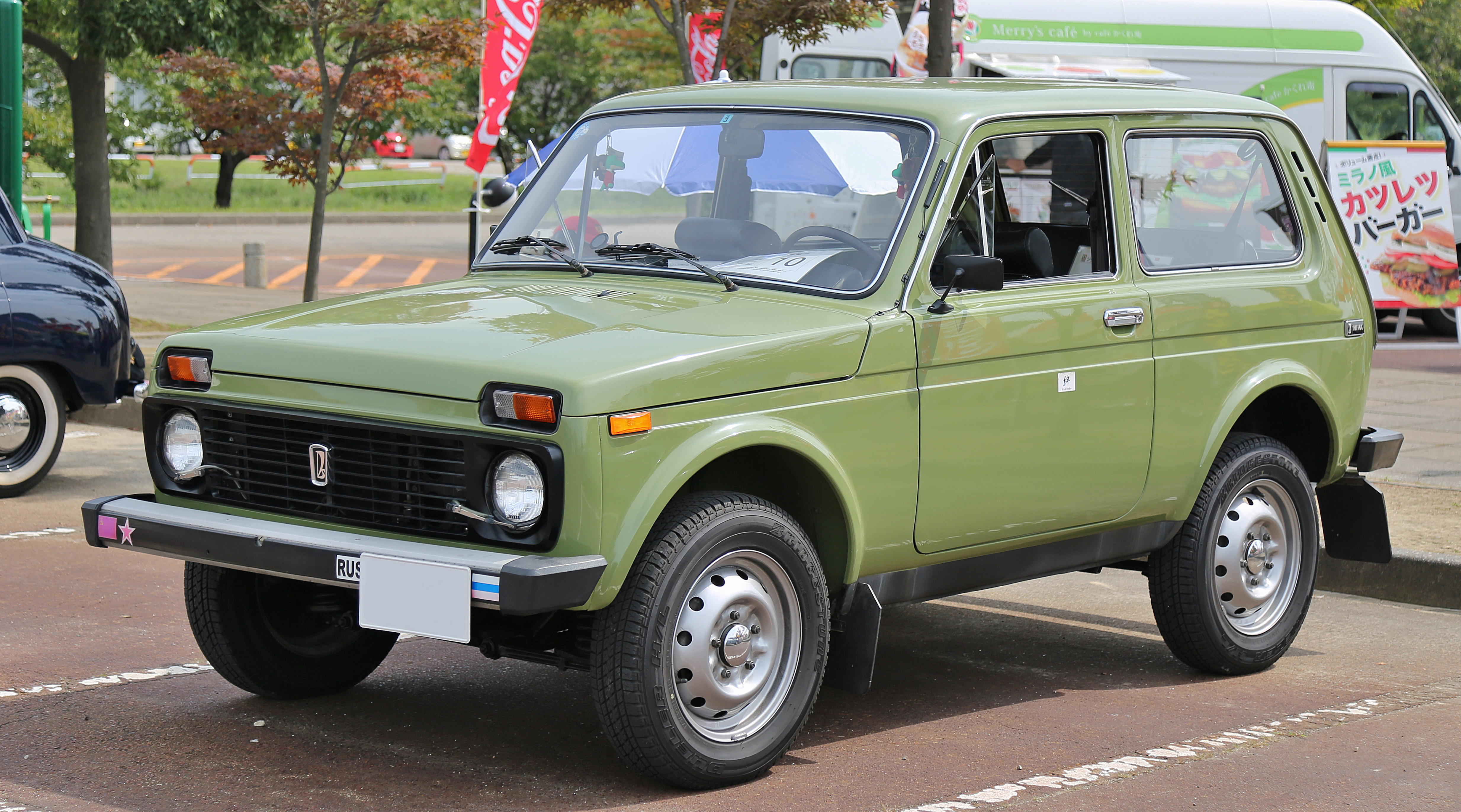
In einem falsch geparkten Lada Niva findet Maren die Tasche voller Geld.

Jackpot ist ein deutsches Thrillerdrama von Emily Atef aus dem Jahr 2020. In den Hauptrollen sind Rosalie Thomass und Thomas Loibl als Gegenspieler im Kampf um eine Tasche voller Geld zu sehen. Friedrich Mücke spielt den im Rollstuhl sitzenden Lebensgefährten der von Thomass verkörperten Maren. 
Die Regisseurin des Films, Emily Atef, wurde auf den Internationalen Hofer Filmtagen mit dem Hans-Vogt-Filmpreis 2020 ausgezeichnet. Der Film ist seit dem 17. März 2021 in der ARD Mediathek abrufbar, wurde am 24. März 2021 im Programm der ARD Das Erste erstmals ausgestrahlt und kandidierte im Wettbewerb um den 3satPublikumspreis beim Fernsehfilmfestival Baden-Baden 2021.

## Handlung
Maren arbeitet in einem kleinen Abschleppunternehmen. Eines Tages findet sie in einem Lada Niva, den sie von einem Behindertenparkplatz abtransportiert, eine Sporttasche voller Geld und nimmt sie nach einigem Zögern an sich. Ihr Lebensgefährte Dennis, von Beruf Maurer, ist nach einem Arbeitsunfall unter Alkoholeinfluss vorerst auf einen Rollstuhl und ihre Hilfe angewiesen; ob seine Versicherung die aufwändige Physiotherapie erstattet, ist ungewiss. Das Geld käme auch deshalb sehr gelegen, weil Maren erwägt, die Firma ihres Chefs Gerhard zu übernehmen, der sich gern zur Ruhe setzen würde. Dennis lehnt zunächst ab, von dem Rechtsbruch zu profitieren, lässt sich dann aber vom Anblick des Geldes umstimmen – beim Auszählen kommen sie auf 622.500 Euro.
Derjenige, der Anspruch auf das Geld erhebt, steht Maren am nächsten Morgen in der Firma gegenüber. Seine Begleiterin weist sich als Fahrzeuginhaberin aus, löst das Auto aus und fährt vom Hof. In einem Waldstück durchsucht der Mann den Kofferraum. Als er das Geld nicht findet, erschießt er die Frau – wie zuvor schon ihren Lebensgefährten, einen Kompagnon, der ihn offenbar betrügen wollte. Maren ist klar, dass sie erneut „Besuch“ bekommen wird. Um wen es sich bei dem Mann handelt, der ihr auf den Fersen ist, bringt die vorbestrafte Maren über ihre ehemalige Komplizin Jenny in Erfahrung: Henning Karoske, skrupelloser Schuldeneintreiber, Ex-Chef einer kürzlich aufgelösten Securityfirma und zuvor Mitglied einer Spezialeinheit – wenn Maren mit ihm ein „Problem“ habe, brauche sie eine Waffe, rät Jenny, und händigt ihr eine Pistole aus.
Unterdessen hat sich Dennis entschlossen, Gerhard einzuweihen und ihm das Geld zu übergeben. Der jedoch weist es, aus Loyalität Maren gegenüber, zurück. Henning wiederum durchschaut ihn, als er kurz vor Feierabend erneut in der Abschleppfirma auftaucht und nach dem Verbleib der Tasche fragt. Er zwingt Gerhard, Marens Adresse preiszugeben. Von Gerhard gewarnt, drängt sie Dennis zu sofortiger Flucht. Nachdem sie ihn ins Auto bugsiert hat, wird sie, mit der Tasche in der Hand, von Henning gestellt. Der hat jedoch nicht mit bewaffneter Gegenwehr gerechnet und wird angeschossen. Die beiden entkommen und checken in einer Hotelsuite außerhalb der Stadt ein. Zuvor hat Maren einen Krankenwagen rufen lassen, um Gerhard zu versorgen; zum Glück sind seine Verletzungen nicht schwerwiegend, wie sie bei einem heimlichen Krankenhausbesuch erfährt.
Henning bleibt ihnen auf der Spur. Er ist im Begriff, sich mit Frau und Kind nach Griechenland abzusetzen, wo er sich, mit dem Geld als Startkapital, eine legale Existenz aufbauen will. Nachdem ihn seine Frau Angeliki fachkundig verarztet hat, macht er Jenny ausfindig und zwingt sie zu einem Telefonat mit Maren, um ihr den Aufenthaltsort zu entlocken. Dort angekommen, muss er feststellen, dass Maren am Telefon falsche Angaben gemacht und Jenny die Polizei alarmiert hat. Er flieht, lässt sich von Angeliki abholen und spielt seinen letzten Trumpf: Als Polizistin getarnt, ruft Angeliki Dennis an und vereinbart mit ihm, ohne Marens Wissen, eine Geldübergabe auf einem einsamen Autobahnparkplatz.
Dort angekommen werden Maren und Denis im Auto von Henning beschossen. Unverletzt fährt Maren ihn frontal an und setzt ihn so außer Gefecht, doch ihr Wagen springt nicht wieder an. Auf dem Weg zu Hennings Auto kommt dieser wieder zu Bewusstsein, was Dennis gerade noch rechtzeitig bemerkt, um Maren zu warnen. Bei dem Schusswechsel werden beide Männer tödlich getroffen. – Am Morgen danach sieht man beide Frauen in einem Fahrzeug außer Landes: die ahnungslose Angeliki mit Tochter in Griechenland, Maren erschöpft schlafend auf einem Behindertenparkplatz irgendwo in Polen. Von einer Polizistin geweckt, bricht sich ihre Verzweiflung Bahn in heftigem Schluchzen; die verdutzte Polizistin zerreißt den bereits ausgefüllten Strafzettel, und Maren fährt davon.

## Produktion
Die Dreharbeiten für den Film erstreckten sich über den Zeitraum 12. November bis zum 12. Dezember 2019. Die Aufnahmen in der Vorweihnachtszeit fanden an verschiedenen Drehorten in Berlin statt. Die Stadt, in der der Film spielt, ist das fiktive Tychburg mit dem Autokennzeichen TYC. Im Büro des Abschleppunternehmens ist hinter dem Schreibtisch von Inhaber Gerhard ein Stadtplan von Tychburg zu sehen. Der Straßenverlauf des Stadtplans gleicht in auffälliger Weise der Stadt Bielefeld.

## Publikation
Jackpot lief am 21. Oktober 2020 auf den Internationalen Hofer Filmtagen und bis 1. November 2020 im Video-on-Demand-Angebot des Festivals. Die Regisseurin des Films, Emily Atef, wurde zum Abschluss des Festivals mit dem Hans-Vogt-Filmpreis 2020 ausgezeichnet. Auf der Filmschau Baden-Württemberg, die vom 2. bis 6. Dezember 2020 stattfand, lief der Film ebenfalls. Seit dem 17. März 2021 ist er in der ARD Mediathek abrufbar. Im Programm der ARD Das Erste wurde er am 24. März 2021 im Rahmen des „Filmmittwochs im Ersten“ erstmals ausgestrahlt.

## Rezeption

### Kritiken
Thomas Gehringer gibt dem Film Jackpot in seiner Besprechung bei tittelbach.tv insgesamt 5,5 von 6 Sternen. Rosalie Thomass spiele die Maren schon in den ersten Szenen mit Präzision, ohne allzu viele Worte. Thomas Loibl liefere eine grandiose Vorstellung zwischen den Extremen als kaltblütiger Bösewicht und als liebevoller Familienvater, Friedrich Mücke überzeuge in der Rolle des auf einen Rollstuhl angewiesenen Freunds von Maren. Die Besetzung der Nebenrollen mit Lorna Ishema und Hilmar Eichhorn überzeugt Gehringer ebenso. Der Film befasse sich damit, „wozu Menschen aus Liebe fähig sind“. Sein Fazit lautet: „Spannung, Tempo, Atmosphäre, Geld als Brandbeschleuniger: eine Genre-Perle!“
In seiner Kritik auf SWR2 beschreibt Karsten Umlauf Jackpot als einen Gangsterkrimi mit Westernanleihen, in dem die Polizeisicht nur am Rand vorkommt und so Befindlichkeiten von Ermittelnden keine Rolle spielten. Die gespielten Figuren würden geradlinig und vielschichtig agieren, in einem Film, der wie eine griechische Tragödie funktioniere. Die Regisseurin habe mit diesem Werk einen großartigen Genrefilm geschaffen. Der Film hebe „sich so sehr wohltuend vom deutschen Krimiangebot ab, bis hin zum furiosen und berührenden Showdown sieht man dem Film sehr gerne zu“.
Das Lexikon des internationalen Films kommt in seiner Kritik auf 4 von 5 möglichen Sternen. Das Fazit lautet: „Spannender, anspruchsvoller Thriller über die Verführbarkeit des Geldes, der sich in erster Linie um die Beziehungen der originell gezeichneten Hauptfiguren dreht. Dabei verliert er aber die Krimihandlung nicht aus den Augen, sondern unterstreicht mit ihrer Hilfe die angeschnittenen Fragen von Moral und Schicksal.“

### Einschaltquote
Die Erstausstrahlung am 24. März 2021 im Ersten sahen 4,07 Millionen Zuschauer, was einem Marktanteil von 12,9 % entsprach.

## Auszeichnungen
- 2021: Fernsehfilmfestival Baden-Baden – Sonderpreis für herausragende darstellerische Leistung (Rosalie Thomass)[12]